# Down Neck
"Down Neck" je sedma epizode HBO-ove televizijske serije Obitelj Soprano. Napisali su je Robin Green i Mitchell Burgess, režirala Lorraine Senna Ferrara, a originalno je emitirana 21. veljače 1999.

## Radnja
A.J. i njegovi prijatelji ukradu misno vino i pojave se pijani na satu tjelesnog odgoja. Tonyja i Carmelu pozivaju ravnatelju A.J.-eve škole, Verbum Dei. Ravnatelj im u pratnji školskog psihologa kaže kako A.J. možda ima poremećaj hiperaktivnosti i deficita pažnje. Škola zbog toga ne želi kazniti A.J.-a, ali razmatra mogućnost njegova smještanja u posebni razred. 
Incident navede Tonyja da se prisjeti vlastitog djetinjstva kad je prvi put saznao za povezanost svoje obitelji s mafijom. Na terapiji o tome razgovara s dr. Melfi. Tony se prisjeća kako je njegov otac htio preseliti obitelj u Reno, kako bi vodio restoran za Rocca Altiora. Tonyjeva je majka odbila i rekla kako bi radije zadavila djecu nego se preselila. Tony, posjetivši svoju majku u staračkom domu, upita je kako je Rocco, a ona odgovara da je Rocco sada milijarder. Tony je podsjeti na zahtjev za selidbom, a ona demantira kako su uopće ozbiljno razmišljali o preseljenju ili da je ona bila povezana s odlukom o ostanku.
A.J.-a kažnjavaju roditelji te mu je zabranjeno gledanje televizije, korištenje interneta i igranje Nintenda. Uz to mora i posjećivati baku Liviju u Green Groveu. Tijekom jednog posjeta A.J. razgovara o svom susretu sa školskim terapeutom. Nakon što Livia reagira negativno, A.J. joj kaže kako Tony viđa psihijatra što je A.J. saznao tijekom razgovora svojih roditelja. Livia se razbjesni, a kasnije namjerava sve prenijeti Junioru, ali Tony nesvjestan svega ulazi prije nego što je ona uspjela išta reći.

## Glavni glumci
- James Gandolfini kao Tony Soprano
- Lorraine Bracco kao Dr. Jennifer Melfi
- Edie Falco kao Carmela Soprano
- Michael Imperioli kao Christopher Moltisanti
- Dominic Chianese kao Corrado Soprano, Jr.
- Vincent Pastore kao Big Pussy Bonpensiero
- Steven Van Zandt kao Silvio Dante
- Tony Sirico kao Paulie Gualtieri *
- Robert Iler kao Anthony Soprano, Jr.
- Jamie-Lynn Sigler kao Meadow Soprano
- and Nancy Marchand kao Livia Soprano

* samo potpis

### Gostujući glumci
- Joseph Siravo kao Johnny Boy Soprano
- Laila Robbins kao mlada Livia Soprano
- Rocco Sisto kao mladi Junior Soprano
- David Beach kao dr. Peter Galani

#### Ostali gostujući glumci
- Paul Albe kao izvođać radova
- Sherl Bernheim kao Pearl
- Madeline Blue kao Janice
- Bobby Boriello kao mladi Tony
- Scott Owen Cumberbatch kao dječak #2
- Anthony Fusco kao Otac Hagy
- Rob Grippa kao Byron Barber
- Jason Hauser kao policajac
- Michael Jordan kao dječak
- Greg Perrelli kao Jared
- Nick Raio kao mafijaš
- Steve Santosusso kao tip
- Tim Williams kao g. Meskimmin

## Umrli
- Ovo je prva epizoda u kojoj se ne događa nijedna smrt.

## Prva pojavljivanja
- Johnny Boy Soprano: Tonyjev pokojni otac koji se pojavljuje u prisjećanjima na njegovo djetinjstvo. On je bio dugogodišnji capo ekipe Soprano/Gualtieri sve do svoje smrti 1986.
- Janice Soprano: Tonyjeva starija sestra koja se pojavljuje kao dijete u prisjećanjima. Kao odrasla će se pojaviti u epozodi "Guy Walks into a Psychiatrist's Office...".

## Naslovna referenca
- "Down Neck" je dio Newarka, poznat i kao Ironbound, mjesto gdje su mladi Tony i njegova obitelj živjeli, a njegov otac obavljao posao.

## Produkcija
- Iako su flashbackovi smješteni u 1960-e, u nekim se scenama u pozadini pojavljuju moderna vozila.

## Reference na druge medije
- A.J. tijekom svoje seanse sa psihijatrom spominje epizodu South Parka "Cartman Gets an Anal Probe".
- Tijekom jednog od flashbackova, dok mali Tony gleda svoga oca kako se na ulici lažno boksa s Roccom, Johnny Boy promaši udarac u stilu Sonnyja Corleonea iz Kuma.
- Kad A.J. posjećuje svoju baku nosi majicu s tada popularnim likom iz stripa Spawn.

## Glazba
- Pjesma koja svira tijekom odjavne špice je "White Rabbit" Jefferson Airplanea. Svira i dok Tony uzima svoj Prozac.

## Vanjske poveznice
- Down Neck u internetskoj bazi filmova IMDb-a